# MO.CO.
Montpellier Contemporain ou MO.CO est depuis le 10 juillet 2017 une dénomination attribuée au regroupement d’établissements, composé d'une école d’art, l'école supérieure des beaux-arts de Montpellier et de deux lieux d’exposition, le MO.CO. et le MO.CO. Panacée.

## Histoire
La dénomination, Montpellier Contemporain est créée par arrêté le 10 juillet 2017. Cette reprise, initiée par la métropole de Montpellier et le critique d’art Nicolas Bourriaud,,, leur confère les statuts d'un établissement public de coopération culturelle (EPCC). Ses nouvelles attributions lui permettent d'être multi-sites et de pouvoir délivrer des diplômes propres à l'établissement.

### Controverse
Une pétition est réalisée, en septembre 2017, pour dénoncer un appel d’offres non rémunéré pour la réalisation de l'identité visuelle (logo et charte graphique) de Montpellier Contemporain. Avec presque 5 000 signataires en une semaine, la procédure est déclarée sans suite.

### Labellisation
Lors de l'inauguration du 29 juin 2019, le ministre de la culture Franck Riester annonce que le label de Centre d'art contemporain d'intérêt national sera délivré au MO.CO. dès 2020.

## Missions
Institué pour une durée illimitée, l'établissement a pour principales missions :
- de participer au service public de l'enseignement supérieur et de la recherche dans le domaine des arts plastiques ;
- de développer la production, l'exposition et la médiation de l'art contemporain, dans et hors ses murs ;
- d'encourager la création contemporaine, notamment par l'exposition des œuvres d'artistes vivants et l'organisation d'échanges entre créateurs et avec le public ;
- d'organiser toute manifestation visant à diffuser et à approfondir la connaissance de l'art contemporain ;
- de participer, par tous moyens, à l'enrichissement et à la diffusion de la réflexion sur les questions touchant à la société et à la culture contemporaine.

## Composition
Engagées depuis 2014, la métropole Montpellier 3M et la mairie de Montpellier, sous l'égide de l'État, mettent à disposition trois sites consacrés à l'art contemporain.

### Gouvernance
- Directeur général (MO.CO.) : Numa Hambursin[9], nommé en mars 2021
- Président :
  - Vanessa Bruno (styliste et chef d’entreprise), de juillet 2017 à septembre 2020
  - Éric Penso (maire de Clapiers)[10]

### MO.CO. Esba
Le MO.CO. Esba (École supérieure des beaux-arts de Montpellier) est un établissement public d’enseignement supérieur et de recherche à vocation artistique qui relève de la tutelle pédagogique du ministère de la Culture et de la Communication. Désormais intégrée à l’établissement public de coopération culturelle MO.CO.

### MO.CO. Panacée
Le MO.CO. Panacée est un centre d'art contemporain et est un lieu de rencontres et d’échanges ouvert le 22 juin 2013 situé dans l’ancien collège royal de médecine rénové par la ville de Montpellier. Il dispose de 1 000 m2 d'exposition dans l'Écusson de Montpellier. Le centre d'art est aussi composé d'un restaurant appelé « Le Café de La Panacée », d'une résidence universitaire en partenariat avec le CROUS, d'un patio et d'un auditorium.

### MO.CO.
Le MO.CO. et son jardin sont un musée d’art contemporain ouvert le 29 juin 2019. Il dispose d'une surface de 3 500 m2 dans l'ancien Hôtel Montcalm, près de la gare de Montpellier-Saint-Roch,. Sans collection permanente, cet espace est consacré à l'exposition de collections publiques ou privées provenant du monde entier. Le musée est accompagné d'un restaurant (« FAUNE ») et d’une boutique, tenue par Sauramps.

## Expositions
- Berlinde de Bruyckere (18/06→02/10/2022) - Commissariat de Numa Hambursin Hôtel des Collections
- Contre‑Nature : contes et céramiques (20/05→16/10/2022) – Panacée
- Musées en exil (11/11/2022→05/02/2023) – Commissaires : Numa Hambursin, Vincent Honoré, Pauline Faure, Marsden
- « Immortelle. La vitalité de la jeune peinture figurative française »[18] (11/03→04/06/2023) commissariat de Numa Hambursin et Amélie Adamo (MO.CO. et MO.CO. Panacée)
- Sol ! 2ème édition (14/10/2023→28/01/2024) – MO.CO. Panacée
- Huma Bhabha (18/11/2023→28/01/2024) – Contemporain (commissariat non précisé) (MO.CO.)
- Entre les lignes. Art et littérature (02/03→19/05/2024) – Auteurs comme commissaires (MO.CO. et MO.CO. Panacée)
- Être Méditerranée (22/06→22/09/2024) – Commissariat Boutayeb/Chateignon/Béras, direction Numa Hambursin (MO.CO. Panacée)
- Kader Attia – Descente au Paradis (22/06→22/09/2024) – Commissariat de Numa Hambursin (MO.CO.)
- Parade, une scène française (26/10/2024→12/01/2025) – Commissariat de Éric de Chassey (MO.CO.)